# 商標法条約
商標法条約（しょうひょうほうじょうやく、英: Trademark Law Treaty, TLT）は、1994年10月27日にジュネーヴで作成され、1996年8月1日に発効した、商標出願手続の国際的な制度調和と簡素化を図るための条約。
条約の管理は世界知的所有権機関が行っている。締約国は53か国（2015年4月現在）。日本は1997年1月1日にこの条約に加入し、1997年4月1日に日本において効力が発生している。

## 主な内容
- 一出願多区分制
- 多件一通方式
- 願書等の書類の簡易化
- 更新時の実体審査及び使用チェックの禁止
- 意見を述べる機会を与えない手続の却下の禁止
- 手続補完による出願日の認定

## 改正
2006年3月に、シンガポールにおいて、電子出願の普及等の技術革新への対応や手続きのさらなる簡易化等のために、改正商標法条約を採択するための外交会議が開催された。外交会議での議論の結果、商標法条約の改正ではなく、新たな条約の作成を行うことが合意され、3月27日に商標法に関するシンガポール条約が採択された。